# Iwan Iszczenko
Iwan Iwanowycz Iszczenko (ukr. Іван Іванович Іщенко; ur. 19 maja 1980) – ukraiński zapaśnik walczący w stylu wolnym. Olimpijczyk z Pekinu 2008, gdzie zajął jedenaste miejsce w kategorii 120 kg.
Osiemnasty na mistrzostwach świata w 2006. Wicemistrz Europy w 2006. Drugi w Pucharze Świata w 2005; trzeci w 2006; dziewiąty w 2010 i czwarty w drużynie w 2008. Mistrz świata juniorów w 2000, a drugi w 1999. Mistrz Europy juniorów w 1999 i 2000 roku.